# تثقيب المبيض
تثقيب المبيض (بالإنجليزية: Ovarian drilling)‏ والمعروف أيضًا بالإنفاذ الحراري للمبيض بالمنظار، هو تقنية جراحية لثقب الأغشية المحيطة بالمبيض بشعاع ليزر أو إبرة جراحية عن طريق إجراءات تنظيرية طفيفة التوغل. وهو يختلف عن استئصال إسفين المبيض لأن الاستئصال يتضمن قطع
الأنسجة، وقد تم استخدام إجراءات تثقيب المبيض طفيفة التوغل كبديل عن استئصال إسفين المبيض. حيث يُفضل تثقيب المبيض على الاستئصال الإسفيني لأن قطع أنسجة المبيض في عملية الاستئصال يمكن أن يسبب التصاقات والتي بدورها قد تتسبب في مضاعفات ما بعد الجراحة. يعتبر تثقيب المبيض واستئصال إسفين المبيض من طرق العلاج التي تستخدم لتقليل كمية الأنسجة المنتجة للأندروجين لدى النساء المصابات بمتلازمة تكيس المبايض. إن متلازمة تكيس المبايض هي السبب الرئيسي لانقطاع الإباضة والتي تسبب العقم لدى النساء، كما ويمكن أن يؤدي تحريض دورات التبويض الأحادي إلى استعادة الخصوبة.

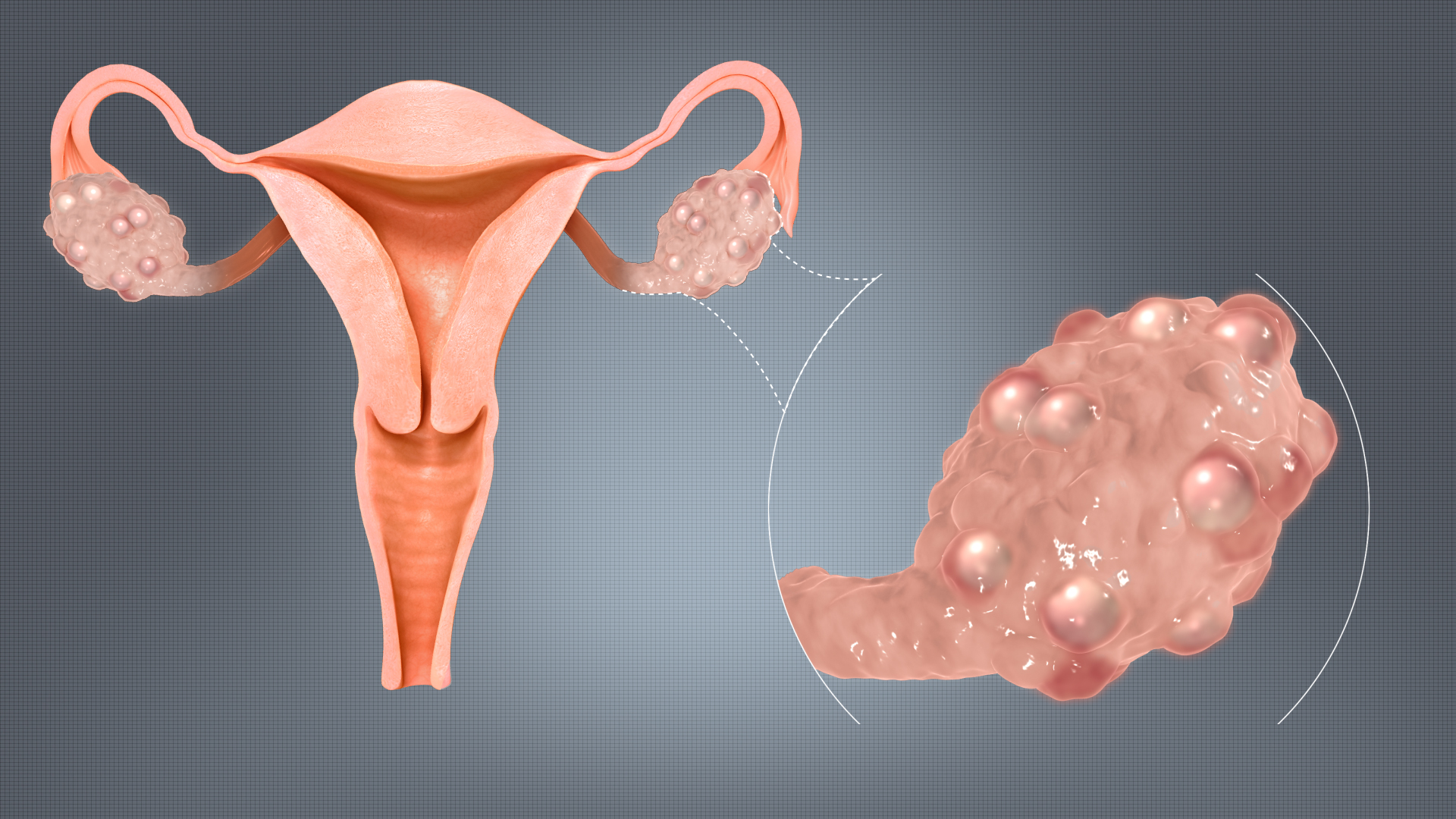
متلازمة تكيس المبايض

قد يؤدي تثقيب المبيض بالمنظار إلى تحسين فعالية علاجات تحريض الإباضة الأخرى، ويؤدي إلى الحمل المتعدد (الحملُ الذي ينمو فيه جنينان أو أكثر داخل الرّحم في وقتٍ واحد) ولكن بنسب أقل من العلاجات الأخرى مثل موجهات الغدد التناسلية (gonadotropins). إن عقارالكلوميفين سترات هو خط العلاج الأول للعقم المرتبط بمتلازمة تكيس المبايض، ومع ذلك  فإن خُمس النساء يقاومن العقار ويفشلن في الإباضة. يعتبر المرضى مقاومين للعقار إذا فشل العلاج لمدة 6 أشهر مع إعطائهم الجرعة المناسبة. إن تثقيب المبيض هو البديل الجراحي للعلاج بالكلوموفين سترات أو موصى به للنساء المصابات باضطرابات التبويض من المجموعة الثانية لمنظمة الصحة العالمية. هناك العديد من العلاجات الطبية غير الجراحية الأخرى والتي تستخدم في علاج متلازمة تكيس المبايض مثل: مُعدِّل مستقبلات الإستروجين، والتاموكسيفين، ومثبطات الأروماتاز، وأدوية تحسس الأنسولين، وتحفيز المبيض الهرموني. إن فعالية العلاج الجراحي لمرضى متلازمة تكيس المبايض تشبه فعالية العلاج بالكلوميفين سترات أوالعلاج عن طريق موجهات الغدد التناسلية لتحريض الإباضة، ولكنها تؤدي إلى عدد أقل من حالات الحمل المتعدد لكل حمل مستمر بغض النظر عما إذا كانت التقنية تنفذ من جانب واحد أو جانبين.
في حال لم يحدث الحمل بعد 6 أشهر من عودة الإباضة بعد علاج تثقيب المبيض، يمكن إعادة تقديم العلاجات الدوائية أو يمكن التوجه إلى الإخصاب في المختبر.

## التأثيرات الهرمونية
أحد المعايير المستخدمة لتشخيص متلازمة تكيس المبايض هو ارتفاع مستويات الأندروجين في الدم أو غيرها من علامات زيادة الأندروجين. ويتسبب تثقيب المبيض في انخفاض مستويات الأندروجين في مصل الدم وربما في مستويات هرمون الإستروجين أيضاً. حيث تنخفض مستويات هذه الهرمونات بعد  تدمير جريبات المبيض واللُّحمة (stroma). ينتج عن تثقيب المبيض أيضاً انخفاض في الهرمون المنشط للجسم الأصفر(LH) وانخفاض في النبضات بالإضافة إلى انخفاض دوري في مستويات الإنهيبين ب. تنص النظرية الأكثر منطقية على أن انخفاض تراكيز هذه الهرمونات يؤدي إلى زيادة إفراز الهرمون المنشط للحوصلة (FSH) والهرمونات الجنسية المرتبطة بالغلوبيولين، مما يؤدي إلى نضوج جريبات المبيض وحدوث الإباضة بشكل فعال. إن انخفاض تراكيز الإستراديول في مصل الدم مرتبط  بانخفاض نشاط الأروماتاز. يتم إنتاج عوامل النمو الالتهابية مثل عامل النمو الشبيه بالأنسولين-1 نتيجة الإصابة، وتساعد هذه العوامل في تأثير الهرمون المنشط للحوصلة ( FSH) من خلال زيادة تدفق الدم وتوليد موجهات الغدد التناسلية (gonadotropins). إن مستويات الهرمون المضاد للمولريان (AMH) المنتشرة في الدم وداخل جريبات المبيض (والتي يمكن أن تساعد في تحديد نشاط جريب المبيض المعين) تنخفض بعد تثقيب المبيض بالمنظار لدى النساء المصابات بمتلازمة تكيس المبايض.

## الإجراءات
عندما يقرر الطبيب أن عملية تثقيب المبيض مناسبة، وعندما تقرر المرأة الخضوع لهذا العلاج الجراحي، يتم الحصول على الموافقة، ويتم إخبار المرأة بالمخاطر الممكنة لهذه العملية.
إن الطريقة الأكثر شيوعًا هي استخدام إبرة أو صنارة أحادية القطب وذلك لتوافر الجهاز وبساطة تركيبه. وتعتمد الأدوات الشائعة الأخرى على استخدام أقطاب كهربائية جراحية ثنائية القطب أو ليزر ثاني أكسيد الكربون أو الأرجون أو ليزر ND-YAG. هذه الأدوات لديها القدرة على الوصول للنتائج المرجوة من خلال أسلوب بؤري للغاية. عادةً ما يتم استخدام جهاز المِشرح الكهربائي بقدرة 100 وات في المرة الأولى لعبور قشرة المبيض، ثم إجراء التخثيركهربائي عند 40 وات، وتتراوح المعدلات من 30 إلى 400 وات. يتم إجراء الثقوب الجراحية على قشرة المبيض وعادة ما يكون عمقها من 4-10 مم وعرضها 3 مم. إن عدد الثقوب مرتبط بالقدرة على الحمل فيما بعد، فقد وجد أن ثقب خمسة إلى عشرة ثقوب يرجح حدوث الحمل بشكل أكبر. يُنفَّذ تثقيب المبيض بالتنظير البطني أوعبر السرة (تنظير جوف الحوض) أو عبر المهبل (تنظير الخصوبة).

## المخاطر
على الرغم من أنه يفضل عمل شقوق في المبيض، إلا أن تثقيب المبيض ينطوي عليه بعض المخاطر، مثل: تكوين التصاقات في الحوض، وحدوث نزيف، والإنصمام الهوائي، وااسترواح الصدر، وفشل المبايض المبكر، ووظيفة المبيض على المدى الطويل، وتطور متلازمة فرط التنبيه المبيضي، والعقم، وتكوين التصاقات، والولادات المتعددة.
إن تثقيب المبيض عن طريق التنظير المائي عبر المهبل (THL) قد يقلل من مخاطر تكوين الالتصاق علاجي المنشأ و خطر نقص احتياطي المبيض والذي يمكن أن يؤثر على الخصوبة. كما أن تثقيب المبيض بالمنظار لا يسبب نقص احتياطي المبيض. ومن المخاطر الأخرى لتثقيب المبيض خطر وقوع حوادث كهربائية مع التيار الاحتكاري. أحد المضاعفات النادرة لـتثقيب المبيض بالمنظار إصابة الأوعية الدموية الرئيسية، وغالبًا ما تكون الأوعية الصغيرة في جدار البطن الأمامي عندما يتم إدخال إبرة  فيرس والمبزل في بداية العملية.

## الإيجابيات
إن معدلات الإصابة بمتلازمة فرط التنبيه المبيضي والحمل متعدد الأجنة تكون أقل عند استخدام تقنية تثقيب المبيض. الإيجابيات لهذه التقنية تشمل أيضاً علاجه المفرد، على عكس العديد من التجارب الأخرى لتحريض الإباضة، بالإضافة إلى فعالية هذه التقنية نسبة إلى التكلفة وإمكانية تنفيذها كإجراء للمرضى الخارجيين (الذين ليسوا نزلاء في المستشفى).

## التاريخ
تم استخدام تقنية تثقيب المبيض لأول مرة في علاج متلازمة تكيس المبايض في عام 1984 وتطورت كجراحة آمنة وفعالة. في عام 1984، تم إجراء تثقيب المبيض بالجراحة الكهربائية بالمنظار للمرضى المقاومين لعقار كلوموفين سترات، ووجد غونايس (Gjönnaess) أن هذه التقنية زادت معدلات الإباضة إلى ما نسبته 45% ومعدلات الحمل إلى  ما نسبته 42%.  وفي عام 1988، أدى استئصال المبايض بالمنظار على محور الغدة النخامية (والذي تم تعديله بشكل طفيف عن عملية غونايس (Gjönnaess)) إلى انخفاض خفقان الهرمون المنشط للجسم الأصفر (LH) وانخفاض استجابة الغدة النخامية في علاج متلازمة تكيس المبايض. وفي عام 1989، تم إجراء نقنية تثقيب المبيض مع الأرجون وثاني أكسيد الكربون (CO2) أو تبخير ليزر البوتاسيوم - تيتانيل - فوسفات (KTP)، مما تسبب في الإباضة التلقائية في 71% من أولئك الذين عولجوا. ثم تم تعديل الإجراء وانتشاره في علاج المرضى الذين يعانون من مقاومة الكلوموفين سترات.